# 애나소피아 로브
애나소피아 로브(AnnaSophia Robb, 1993년 12월 8일 ~ )는 미국의 배우, 모델, 가수이다. 콜로라도주 덴버 태생이다. 주요 출연작으로 《윈-딕시때문에》(2005), 《찰리와 초콜릿 공장》(2005), 《비밀의 숲 테라비시아》(2007), 《점퍼》(2008), 《몽유병》(2008) 등이 있다.

## 출연 작품

### 영화
- Samantha: An American Girl Holiday (2004)
- 윈-딕시 때문에 (2005)
- 찰리와 초콜릿 공장 (2005)
- 비밀의 숲 테라비시아 (2007)
- 리핑: 10개의 재앙 (2007)
- 점퍼 (2008)
- 몽유병 (2008)
- 소울 서퍼 (2011)
- 레블 리지 (2024) - 서머 맥브라이드 역

### 텔레비전
- 캐리 다이어리 (2013-14)

## 수상 경력
- 제26회 젊은 예술가상 TV 영화 여우주연상 후보
- 제27회 젊은 예술가상 여우주연상 후보
- 제13회 크리틱스 초이스 어워드 신인여우상 후보